# Strilsk, Sarnî
Strilsk (în ucraineană Стрільськ) este localitatea de reședință a comunei Strilsk din raionul Sarnî, regiunea Rivne, Ucraina.

## Demografie
Componența lingvistică a localității Strilsk
     Ucraineană (98,94%)
     Alte limbi (0,89%)
Conform recensământului din 2001, majoritatea populației localității Strilsk era vorbitoare de ucraineană (98,94%), existând în minoritate și vorbitori de alte limbi.